# Широчанка
Широчанка — селище в Єйському районі Краснодарського краю.
Населення — 5 778 мешканців (2002).
Утворено в 1851 році як козацьке селище біля портового міста Єйська. Назва походить від балки Широкої, де й було засноване селище.
Через Широчанку проходить автомобільна траса крайового значення Краснодар-Єйськ, і  залізниця Старомінська-Єйськ.
Широчанський сільський округ має у складі: селище Широчанка селище Морський, селище Большелузький, селище Ближнєєйський, селище Краснофлотський, селище Подбельський і селище Береговий.